# Окающие якутские диалекты
О́кающие яку́тские диале́кты — одна из двух групп якутских диалектов (говоров) наряду с акающей группой. Область распространения окающих говоров — западные районы Якутии по левобережью реки Лены, а также говоры правобережья в бассейнах рек Олёкма и Амга. Окающая (западная) группа говоров разделяется на вилюйские и северо-западные говоры (по классификации М. С. Воронкина).

## Особенности диалектов
Диалекты якутского языка характеризуются прежде всего фонетическими и лексическими различиями. Систему вокализма западных говоров характеризует наличие оканья. Оканье представляет собой сравнительно позднюю фонетическую черту по отношению к аканью, распространённому в восточных говорах якутского языка. Западноякутские хотун (рус. госпожа), соргу (рус. счастье), хомус (рус. камыш, тростник), ооҕуй (рус. паук) и т. п. противопоставлены восточноякутским хатын, саргы, хамыс, ааҕый и т. п. В якутских говорах варьирование такого рода отмечается в ограниченном числе основ тюркского и монгольского происхождения. Термины аканье и оканье появились в якутском языкознании под влиянием русской лингвистики, но они никак не связаны с особенностями безударного вокализма в говорах русского языка.
В северо-западных говорах в отличие от вилюйских меньше развита ассимиляция согласных, отмечается большее число архаизмов в лексике, также северо-западные говоры отличает наличие заимствований из языков северных народов.
Оканье характерно также для говоров долганского языка и для якутского литературного языка.